# Radio Reloj
Radio Reloj (pol. Radio Zegar) – informacyjna rozgłośnia radiowa publicznego radia na Kubie. Siedziba radia znajduje się w Hawanie, w budynku Radiocentro.
Rozgłośnia Radio Reloj jest stacją informacyjną nadającą program na żywo przez 24 godziny na dobę. Wiadomości prezentowane są w zwięzły sposób, a w tle spikera słychać dźwięk wtórnika odmierzającego sekundy. Przy każdej pełnej minucie podawany jest aktualny czas.  

## Radio w kulturze
W piosence Manu Chao Me gustas tu zsamplowano dźwięk radia i spikera.